# 岩国警察署
岩国警察署（いわくにけいさつしょ）は、山口県警察が管轄する警察署の一つ。

## 所在地
- 山口県岩国市麻里布町6丁目15番20号

## 管轄区域
- 岩国市
- 玖珂郡和木町

## 沿革
- 1872年（明治5年） - 山口県取締組岩国支庁を設置。
  - その後、山口県聴訟課岩国出張所を経て岩国警察出張所に改称。
- 1876年（明治9年）1月 - 玖珂郡本郷村に岩国警察出張所本郷屯所を設置。
- 1876年（明治9年）10月 - 岩国警察出張所を第一警察出張所に、岩国警察出張所本郷屯所を第一警察出張所第二屯所に改称。
- 1877年（明治10年）3月 - 第一警察出張所を岩国警察署に、第一警察出張所第二屯所を本郷警察署に改称。
- 1947年（昭和22年） - 本郷警察署を玖珂北地区警察署に改称。
- 1954年（昭和29年）7月1日 - 玖珂北地区警察署を本郷警察署に改称。
- 2000年（平成12年）4月1日 - 玖珂郡美和町（現・岩国市美和地域）の一部（生見、秋掛地区）を本郷警察署から岩国警察署へ移管。
- 2005年（平成17年）4月1日 - 本郷警察署を岩国警察署へ統合。それに伴い、玖珂郡本郷村（現・岩国市本郷地域）に本郷駐在所を設置、広瀬駐在所（玖珂郡錦町（現・岩国市錦地域））を広瀬幹部交番に昇格。
- 2006年（平成18年）4月1日 - 柳井警察署から岩国市由宇地域が移管される。
- 2009年（平成21年）4月1日 - 岩国西警察署を統合。それに伴い、岩国西幹部交番を設置。

## 幹部交番
（）の中は所在地。

### 岩国市
- 岩国西幹部交番（岩国市周東町下久原2483-1）
- 広瀬幹部交番（岩国市錦町広瀬53-8）

## 交番
（）の中は所在地。

### 岩国市
- 岩国駅前交番（岩国市麻里布町1丁目3-1） - 岩国駅前地域安全センター併設
- 川下交番（岩国市中津町2丁目15-21）
- 錦帯橋交番（岩国市岩国4丁目4-27）
- 南交番（岩国市南岩国町3丁目8-74）
- 由宇交番（岩国市由宇町南2丁目） - 由宇地域安全センター併設
- 玖珂交番（岩国市玖珂町581-15）

## 駐在所
（）の中は所在地。

### 岩国市
- 装港駐在所（岩国市装束町1丁目1-47）
- 藤河駐在所（岩国市多田2丁目110-1）
- 通津駐在所（岩国市通津3701-3）
- 師木野駐在所（岩国市柱野825-6）
- 小瀬駐在所（岩国市小瀬640-5）
- 北河内駐在所（岩国市下454-14）
- 米川駐在所（岩国市周東町西長野1145-1）
- 祖生（そお）駐在所（岩国市周東町祖生4497-7）
- 高森南駐在所（岩国市周東町用田558-5）
- 南河内駐在所（岩国市土生133-5）
- 宇佐郷駐在所（岩国市錦町宇佐郷1157-10）
- 本郷駐在所（岩国市本郷町本郷1710-1）
- 美川駐在所（岩国市美川町小川834-6）
- 美和駐在所（岩国市美和町渋前1741-8）
- 秋掛駐在所（岩国市美和町秋掛89-3）

### 和木町
- 和木駐在所（玖珂郡和木町和木1丁目2-21）

## 警備派出所

### 岩国市
- 岩国錦帯橋空港警備派出所（岩国市旭町3-15-1 岩国空港ターミナル内）

## 警備艇
- 山6 しおじ 12m型 2016/3-